# 尼利 (足球員)
安德森·路易斯·德·卡瓦略（葡萄牙語：Anderson Luiz de Carvalho，通稱尼利（葡萄牙語：1981年7月19日—），巴西職業足球員，現效力巴西足球甲級聯賽球會富明尼斯，司職左翼鋒。尼利曾效力於巴西23歲以下國家足球隊。他以傳中球聞名，亦是一位罰球專家。
他的大部份職業足球生涯在西班牙及法國渡過，曾效力四間西甲球會，在西班牙甲組足球聯賽的四個賽季累積上陣140場及射入23球；在法甲亦上陣四個半賽季，分別效力法甲兩大球會摩納哥及巴黎聖日耳門，一共射入55球。
尼利效力PSG時獲得2013賽季的法甲冠軍，亦曾在2010年效力摩納哥時，被選為“聯賽最佳外籍球員”。

## 足球生涯

### 巴西/西班牙
尼利出生於巴西聖保羅容迪亞伊，他開始在當地的保列斯達開始他的職業足球員生涯，19歲後，他先後代表彭美拉斯及山度士在巴甲上陣。
2003-04賽季，尼利移居西班牙，首先加盟馬略卡，他於2003年9月14日在西甲首次上陣，可惜球隊以0-4作客負於對畢爾包。尼利在其後轉會到巴斯克球會艾拉維斯效力了不平常的兩個賽季，首季尼利在西乙聯賽中有21個球進帳，使球會升上西甲。
可惜艾拉維斯在2006年賽季降級回西乙，尼利轉會至另一西甲球會切爾達，但是尼利在所有38場聯賽近3000分鐘上陣後，這間加利西亞球會仍是要降落西乙比賽。

### 摩納哥
2007年8月24日，尼利以沒有透露的的轉會費被轉移到法甲球會摩納哥，開始了他在法甲的足球生涯。一年後，剛開始在摩納哥上陣，便在夏季轉會窗的最後一天被借用至西甲球會愛斯賓奴，為期一年。該加泰羅尼亞球會在季未可行駛借用條款將尼利簽下，但愛斯賓奴沒有使用此條款。
回到摩納哥後，尼利以不俗的得分方式開始了新的賽季，他在首十場比賽攻入九球，包括作客以3-1撃敗保洛尼的兩球致勝的遠程自由球，使他在射手榜領先了一段長時間。

### 巴黎聖日耳門
2010年7月11日，尼利以5.5百萬歐元加盟巴黎聖日耳門。 “我很高興能簽署了巴黎，”尼利告訴巴黎聖日耳門的官方網站，並補充說：“就像巴黎聖日耳門，我希望能有一個偉大的聯賽賽季及在歐霸盃得到經驗”。他在首次上陣在主場迎戰聖伊天的比賽中射入一球，並以3-1取勝，同年9月11日，在主場迎戰升班馬阿勒斯以4-0獲勝的比賽中增加了兩個入球進帳。季中的時候他已經入了13球，使他僅落後於莫沙·蘇禾和奇雲·甘美路之後成為聯賽第三位射手，他的自由球射術及進攻才華為他贏得可與十年前在巴黎王子球場比賽的前輩名宿朗拿甸奴相比，但是直到賽季結時他只射入多1球，而巴黎聖日耳門最後獲得第四名。2011年夏天，巴黎聖日耳門被卡塔爾投資者收購，並購入幾位新球員，包括尼利的摩納哥前隊友謝路美·文尼斯。尼利猶豫地開始球季，努力接受因查維亞·柏斯托尼加盟而已經失去在球隊的明星地位。10月29日，然而，他在主場對陣卡昂以4-2取勝的比賽中梅開二度（雖然兩球皆是十二碼），使他的球隊在績分榜以首位領先三分。
2012年5月13日，尼利為巴黎聖日耳門在主場撃敗雷恩上陣短短18分鐘射入他的第一個帽子戲法為球會包辦全場所有入球。他在完成聯賽比賽後與基奧特同入21球並為法甲聯賽神射手，幫助球隊獲得第二位及直接參加歐洲冠軍聯賽資格 。

### 艾加拉法
2013年1月15日，在已經為巴黎聖日耳門正式上陣112次（但在2012-13上半賽季只在聯賽上陣9場），尼利在夏季轉會窗轉會至卡塔爾星級足球聯賽的艾加拉法。同年三月，他因與侯賽因·卡查打鬥而被禁賽九場月及罰款€67,000，上陣43次後，最終於2015年1月下旬被球會放棄。

### 韋斯咸
2015年2月18日，尼利以自由球員簽約效力英超球會韋斯咸，直至季尾。十日後，他在韋斯咸主場1-3負於水晶宮首次上陣，他在61分鐘入替阿歷山大·桑治。他在2014-15賽季結束後公佈不獲續約。

## 個人生活
2012年10月，尼利與賓施馬和美斯一同被命名為遊戲FIFA13大使。2010年，他與Adidas簽署了一項贊助協議。
每年尼利與他的老友足球員尼馬會在他的家鄉容迪亞伊組織一場慈善比賽為困難家庭籌集糧食。

## 外部連結
- BDFutbol profile （页面存档备份，存于）
- L'Équipe stats （页面存档备份，存于） （法文）
- French League profile （法文）
- Soccerway profile （页面存档备份，存于）